# Max Lütgendorff

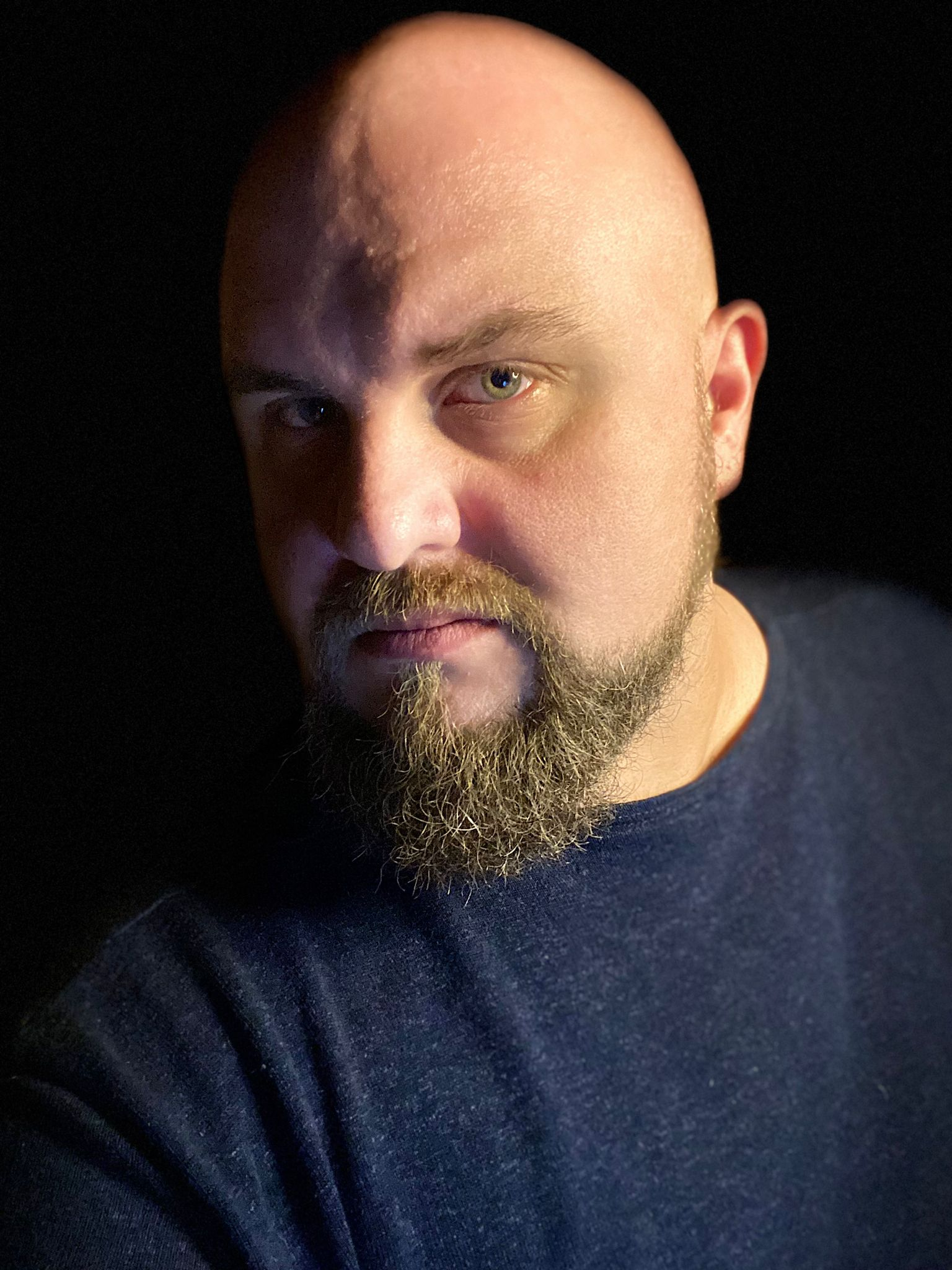
Maximilian v. Lütgendorff 2023

Maximilian Michel Gabriel von Lütgendorff-Leinburg (* 7. Jänner 1986 in Kaufbeuren) ist ein österreichischer Opernsänger (Tenor).

## Leben
Max Lütgendorff, mit vollem Namen Maximilian Michel Gabriel von Lütgendorff-Leinburg, wurde in Kaufbeuren geboren und verbrachte seine Kindheit und Jugend bis zu seinem 21. Lebensjahr in einem Dorf in der Nähe seiner Geburtsstadt.
Sein Vater Ernst war seinerzeit Inhaber einer Schmuckfirma, die Mutter Christine arbeitete in mehreren Berufen, kümmerte sich aber die meiste Zeit um die Familie. Maximilian hat einen älteren Bruder, Marc-Oliver, der einen Beruf in der Wirtschaft ergriff. Die beiden Brüder gehören dem Adelsgeschlecht der Lütgendorff-Leinburgs an, der auch Persönlichkeiten wie Ferdinand von Lütgendorff-Leinburg, Otto Gottfried von Lütgendorff-Leinburg und Willibald Leo von Lütgendorff-Leinburg angehörten. Da der Sänger inzwischen in Österreich lebt und dort das "von" im Namen gesetzlich verboten ist, führt er diesen Namenszusatz dort offiziell nicht.
Maximilian interessierte sich sehr früh für Gesang und Schauspiel, nahm Gesangsunterricht an der städtischen Musikschule in Kaufbeuren, wo er auch das Gymnasium besuchte, und wirkte in mehreren Musical-Produktionen mit. Nach dem Abitur im Jahre 2003 lebte er – mit kurzen Unterbrechungen, zunächst studierte Lütgendorff nach seinem Abitur Jura an der Johann Wolfgang Goethe-Universität Frankfurt am Main – bis 2007 in seiner Geburtsstadt und debütierte im Jahre 2007 im Festspielhaus Füssen, wo er in der Operette „Der Zigeunerbaron“ von Johann Strauss die Partien des Sándor Barinkay und des Ottokar übernahm.
2007 übersiedelte er nach Wien, um ein Gesangsstudium an der Universität für Musik und darstellende Kunst zu beginnen, das er im Jahre 2013 mit dem „Bachelor of Arts“ abschloss und an der gleichen Universität ein Masterstudium begann. Schon während seines Studiums in Wien sang er Oratorien und wirkte in Opernaufführungen und Konzerten mit. Im September 2011 besuchte er eine Meisterklasse in Saragossa bei Montserrat Caballé um sich in Belcanto zu perfektionieren. Nach seinem Abschluss an der Universität arbeitete Lütgendorff mit der Sopranistin Sylvia Greenberg weiter an seiner Gesangstechnik, wodurch er jene verfeinern und die für einen Tenor wichtige Höhe sichern konnte. Ebenso verbindet ihn eine künstlerische Zusammenarbeit und Freundschaft mit dem Bass Kurt Rydl und dem Dirigenten und Pianisten Matthias Fletzberger.
Von 2008 bis 2017 war Max Lütgendorff Mitglied des Zusatzchores der Konzertvereinigung Wiener Staatsopernchor. Er sang solistisch Messen in mehreren Kirchen in Österreich, darunter im Stephansdom in Wien und im Stift Göttweig, wirkte im Jahre 2012 bei der Einweihung des Festsaales im Stift Zwettl mit und gastierte im Jahre 2013 in Szombathely. Nach der Meisterklasse bei der Opernsängerin Montserrat Caballé, baute der Tenor seine Opernlaufbahn nach und nach aus, welche ihn zunächst an verschiedene Spielorte in Österreich und Deutschland führte. Er sang in Salzburg, in Klagenfurt und in Wien Rollen wie die des Don Ottavio aus Wolfgang Amadeus Mozarts Don Giovanni, Gabriel von Eisenstein aus Johann Strauss’ Fledermaus und viele weitere, unter anderem auch den Rodolfo aus La Bohème von Giacomo Puccini und Alfredo aus La Traviata von Giuseppe Verdi. Das renommierte Theater an der Wien, das Stadttheater Klagenfurt und das Schlosstheater Schönbrunn gehören zu seinen Spielstätten, 2019 kamen auch das Luzerner Theater an der Seite von Marina Viotti und die Operettenfestspiele in Hombrechtikon/Zürich in der Schweiz dazu.
Im Laufe der Jahre arbeitete er mit Dirigenten wie Riccardo Muti, Simon Rattle, Christian Thielemann, Bertrand de Billy und Daniel Barenboim zusammen. Ein Höhepunkt seiner Karriere war die Aufführung von Gustav Mahlers 8. Symphonie (auch: Symphonie der 1000) in Sofia anlässlich der Übergabe EU-Ratsvorsitzes von Bulgarien an Österreich, bei der er den solistischen Part des Dr. Marianus an der Seite des Baritons Thomas Weinhappel sang.
2020 ist Lütgendorff Träger des Wagnerstipendiums des Richard Wagner Verbandes Wien und sang im Rahmen dessen in Wien und in Bayreuth. Weitere Engagements führten ihn jüngst in die Schweiz, er war auf der Tournee 2023/24 Teil der Showformation "The 12 Tenors" gemeinsam mit Alexander Herzog und er wurde Finalist beim deutschen RTL-Showformat Das Supertalent Anfang 2024.
Im Rahmen dieser Sendung berichtete er von seinen Ursprüngen als transidenter Mann und dadurch wurde seine Thematik, welche auch in der LGBT-Bewegung seit einigen Jahren mehr Aufmerksamkeit bekommt, einem breiten Publikum bekannt.
Derzeit lebt Maximilian Lütgendorff mit seinem Lebensgefährten in Wien.

## Trivia

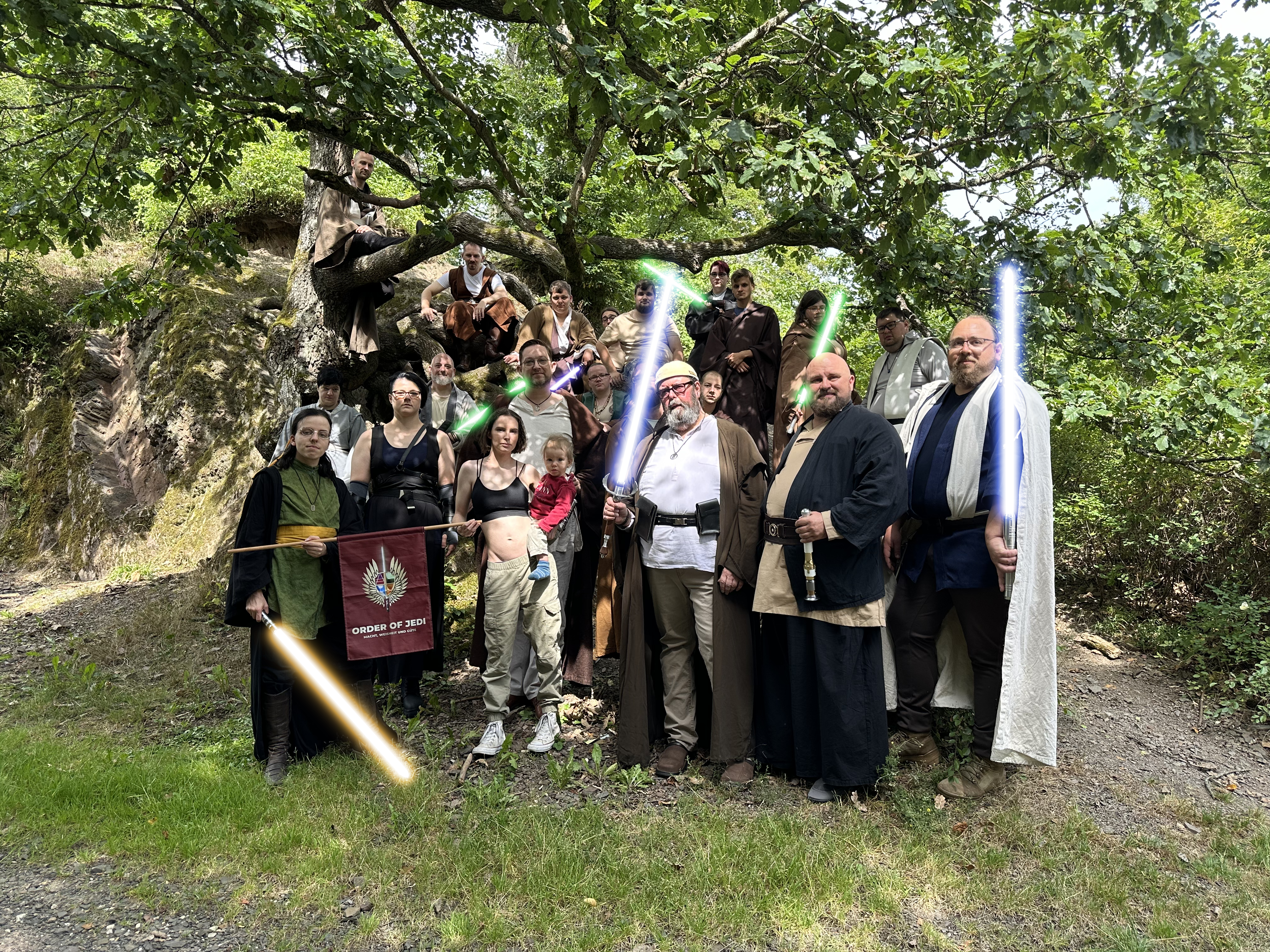

Lütgendorff gründete im Jahr 2006 den Order of Hope, der auf der Jedipholosophie von Star Wars basierte. Diese Gemeinschaft wurde im Mai 2021 durch den Order of Jedi abgelöst, der sich zur Aufgabe gemacht hat, die Jediphilosophie in die reale Welt zu integrieren. Der Ordensname von Lütgendorff lautet Qui-Ran Demera.

## Repertoire (Auswahl)

### Musical
- Bruder Asher in Joseph von Andrew Lloyd Webber
- Jean Valjean in Les Misérables von Claude-Michel Schönberg

### Operette
- Sandor Barinkay in Der Zigeunerbaron von Johann Strauss
- Gabriel von Eisenstein in Die Fledermaus von Johann Strauss (Sohn)
- Armando Cellini in Maske in Blau von Fred Raymond
- Baron Puck in Die Großherzogin von Gerolstein von Jacques Offenbach
- Jan Janicki in Der Bettelstudent von Carl Millöcker
- Hermosa in Die Insel Tulipatan von Jacques Offenbach

### Oper
- Max in Der Freischütz von Carl Maria von Weber
- Florestan in Fidelio von Ludwig van Beethoven
- Tamino und Monostatos in Die Zauberflöte von Wolfgang Amadeus Mozart
- Don Ottavio in Don Giovanni von Wolfgang Amadeus Mozart
- Pedrillo in Entführung aus dem Serail von Wolfgang Amadeus Mozart
- Basilio in Le nozze di Figaro von Wolfgang Amadeus Mozart
- Harlekin (Pierrot) in Der Kaiser von Atlantis von Viktor Ullmann
- Pinkerton in Madama Butterfly von Giacomo Puccini
- Rodolfo in La Bohème von Giacomo Puccini
- Alfredo in La Traviata von Giuseppe Verdi
- Chorsolo in Al gran sole carico d’amore von Luigi Nono
- Mario Cavaradossi und Spoletta in Tosca von Giacomo Puccini
- Der Hahn in Le Renard Reineke Fuchs von Igor Fjodorowitsch Strawinski
- Lehrbub in Die Meistersinger von Nürnberg von Richard Wagner
- Lehrer in Lady Macbeth von Mzensk von Dmitri Dmitrijewitsch Schostakowitsch

### Konzerte und Oratorien
- Doktor Marianus (Tenorsolo) in der 8. Sinfonie(Mahler) von Gustav Mahler
- Das Lied von der Erde (Tenorsolo) von Gustav Mahler
- Solo in der Messa da Requiem von Giuseppe Verdi
- Evangelist und Tenorarien im Weihnachtsoratorium, BWV 248 von Johann Sebastian Bach
- Evangelist und Tenorarien in der Johannes-Passion, BWV 245 von Johann Sebastian Bach
- Solo in der Missa Sancti Nicolai, HOB XXII:6 von Joseph Haydn
- Solo in Stabat Mater, HOB XXa:1 von Joseph Haydn
- Soli Shepherd und Gabriel in der Weihnachtskantate „The Birth of Christ“ von Andrew T. Miller[10]
- Solo in der Missa brevis in B–Dur (Loretomesse), KV 275 von Wolfgang Amadeus Mozart
- Solo in der Spatzenmesse in C-Dur, KV 220 von Wolfgang Amadeus Mozart
- Solo in der Messe in G-Dur, DV 167 von Franz Schubert